# Mjørkadalur
Mjørkadalur er en dal på Færøerne. Den ligger på østkysten af Streymoy, og strækker sig fra Kaldbaksbotnur til Sornfelli. I 1960-erne blev der bygget en station for søværnet og et radaranlæg på Sornfelli. I 2002 blev marinestationen nedlagt, og Mjørkadalur blev hjemsted for Færøernes Kommando. NATOs radaranlæg på Sornfelli blev nedlagt i 2007, efter mere end 40 års drift. Civile kan nu færdes på toppen, hvor det er panoramaudsigt over øen. Mjørkadalur har ikke længere nogen fastboende indbyggere, mens der boede 40 personer dalen i 1985.
Den 15. november 2010 blev det sidste militære udstyr slukket. Radaren anvendes dog fortsat til civile formål.
Bygningerne, som før blev brugt af Færøernes Kommando, udlejes siden 10. februar 2011 til arresthus for fanger, der skal afsone kortere fængselsstraffe. Arresten var før på politistationen i Tórshavn, men efter at der var problemer med svamp på politistationen, flyttede stationen til andre lokaler, og bygningen i Mjørkadalur er nu Færøernes arresthus. Kriminelle fra Færøerne, som skal sidde i fængsel i længere tid, må afsone deres straf i Danmark, da der ikke findes noget fængsel på Færøerne. Arresthuset har plads til 12 personer. Detentionen bruges også som fængsel, selv om det ikke er et fængsel, til personer som har fået korte fængselsdomme.